# Кане (Мазовецьке воєводство)
Кане (пол. Kanie) — село в Польщі, у гміні Брвінув Прушковського повіту Мазовецького воєводства.
Населення — 2245 осіб (2011).
У 1975-1998 роках село належало до Варшавського воєводства.

## Демографія
Демографічна структура станом на 31 березня 2011 року:
|          | Загалом | Допрацездатний вік | Працездатний вік | Постпрацездатний вік |
| -------- | ------- | ------------------ | ---------------- | -------------------- |
| Чоловіки | 1084    | 229                | 736              | 119                  |
| Жінки    | 1161    | 238                | 697              | 226                  |
| Разом    | 2245    | 467                | 1433             | 345                  |